# Кекура
Месторождение Ке́кура — коренное золото-серебряное месторождение в пределах Билибинского района Чукотского АО.
Расположено в 150 км южнее районного центра, с которым связано сезонным автозимником. В непосредственной близости находится заброшенный посёлок Стадухино.

## Геологическая характеристика
Месторождение приурочено к Каральвеемскому рудному узлу, которое входит в Стадухинский рудно-россыпной район.
Рудная зона месторождения, названная Пологой, простирается в длину около 1 км и в ширину около 200 м, с плоскостью падения до 350 м. Мощность рудной зоны доходит до 120 м, глубина изученности составляет около 200 м. В свою очередь в составе этой зоны выделены две рудные зоны более высокого порядка — Северная и Южная. Всего выявлено более 50 золотоносных жильно-прожилковых зон.

### Состав руды
Основной составляющей руд является кварц (75-95 %), также присутствуют карбонат, серицит, полевые шпаты. Сульфидов, как правило, содержится не более 2-5 %, в их составе преобладают пирит и арсенопирит. Минимальную долю составляют галенит, халькопирит, блеклые руды.
Основной примесью в золоте является серебро. Золото-серебряное соотношение колеблется в пределах 4:1 — 8:1.
Золото в руде также присутствует в самородном виде.

### Запасы
Утверждённые запасы золота составляют по российским стандартам 46,7 т, по стандартам JORC — в 47,9 т.
Содержание золота в рудах варьируется в больших пределах и доходит до 1580 г/т., хотя его среднее значение - около 9 грамм на тонну.

## История
Золоторудное месторождение Кекура было открыто в полевой сезон 1990 года геологами Хребтового отряда Анюйской ГРЭ. Поисково-разведочные работы с 2004 по 2010 гг. осуществляла горнодобывающая компания «Сибирь».
На участке был построен благоустроенный вахтовый посёлок, действует котельная мощностью 0,5 МВт, станция биологической очистки воды.
В настоящее время подготовку к промышленному освоению месторождения выполняет предприятие «Новые технологии Чукотки». Ведётся строительство опытно-промышленной установки с годовой производительностью 80 тыс.т руды, первое золото планируется получить в 2013 году.
Численность работающих на участке составляет 200 человек, с выходом золотоизвлекательной фабрики на полную мощность, численность персонала возрастет до 350 человек.
В настоящее время работы на месторождении Кекура производит компания "Руссдрагмет", принадлежащая холдингу Highland Gold Mining.
В апреле 2013 года компания Highland Gold приобрела стопроцентное долевое участие в ЗАО Базовые металлы (управляющей организации компании "Новые  технологии Чукотки"), владеющем правами на добычу и геологоразведку на золоторудном месторождении Кекура и прилегающей лицензионной площади.

## Перспективы
Годовую производительность золотоизвлекательной фабрики планируется довести до 200 тыс.т руды, уровень добычи при этом составит около 2 т золота, 4-6 т серебра. На полную мощность фабрика должна выйти к 2017 году.

## Собственники
Владельцем лицензии на право разработки месторождения является ЗАО «Базовые металлы», которая принадлежит Highland Gold Mining.